# Лютперт
Лютперт або Лютберт (†702), король лангобардів (700–702), син короля Куніберта. Через свій юний вік правив разом зі своїм наставником Анспрандом, герцогом Асті.
Незабаром був зміщений Рагінпертом, герцогом Турину, сином короля Годеперта. Повернувся на трон після смерті Рагінперта, проте був узятий у полон і втоплений його сином Аріпертом II.